# Coburger Erker

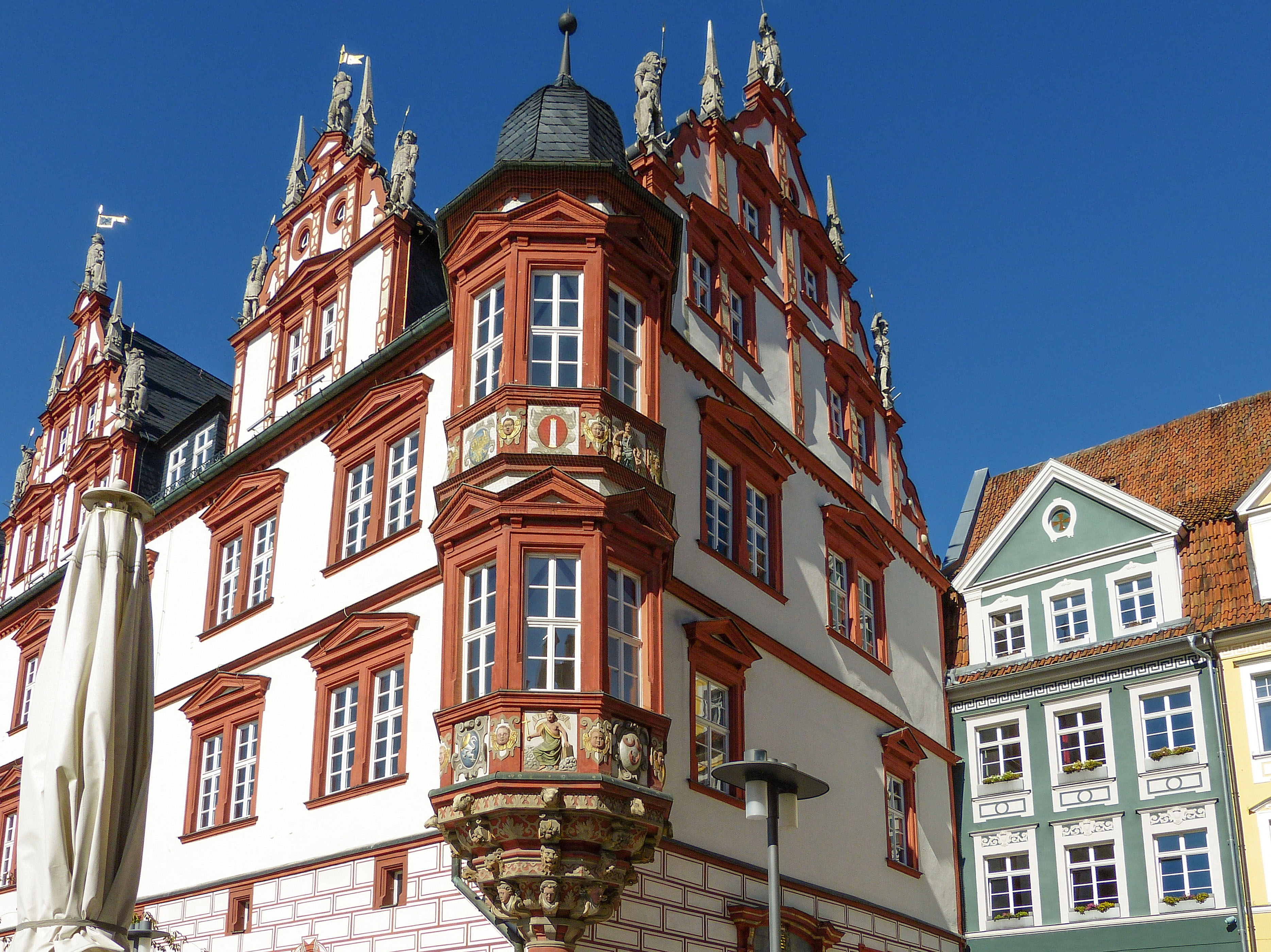
Erker am südöstlichen Eck des Stadthauses

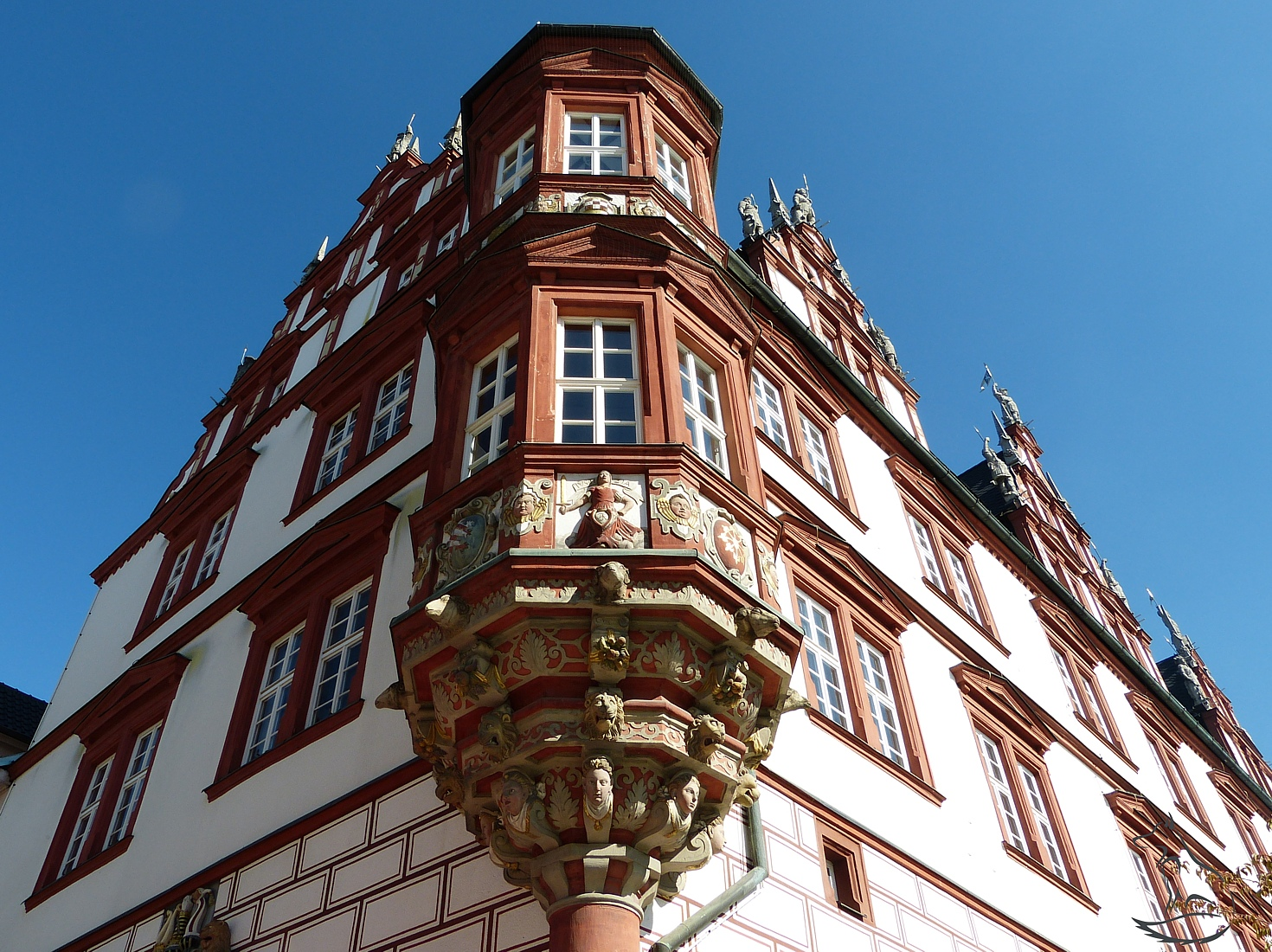
Erker am Südwesteck des Stadthauses

Der Coburger Erker ist ein lokaler Fachbegriff für eine Variante des Eckerkers, der so nur in Coburg gebaut wurde. Solche Erker stammen aus dem Ende des 16. Jahrhunderts und zeichnen sich durch drei architektonische Besonderheiten aus: Eine tragende Säule vor der Hausecke, eine zweistöckige Konstruktion und ein Abschluss mit welscher Haube.
Fünf Coburger Erker gibt es in der Stadt. Der Rathauserker von Hans Schlachter aus dem Jahre 1575 ist die älteste Form eines solchen Zierelementes in Coburg. Es folgten 1593 der Erker am Schloss Ehrenburg in der Steingasse sowie 1601 die beiden Erker am Stadthaus. Einen weiteren Coburger Erker hat seit etwa 1600 das dreigeschossige Eckhaus Markt 6 zwischen Marktplatz und Judengasse.

## Bilder

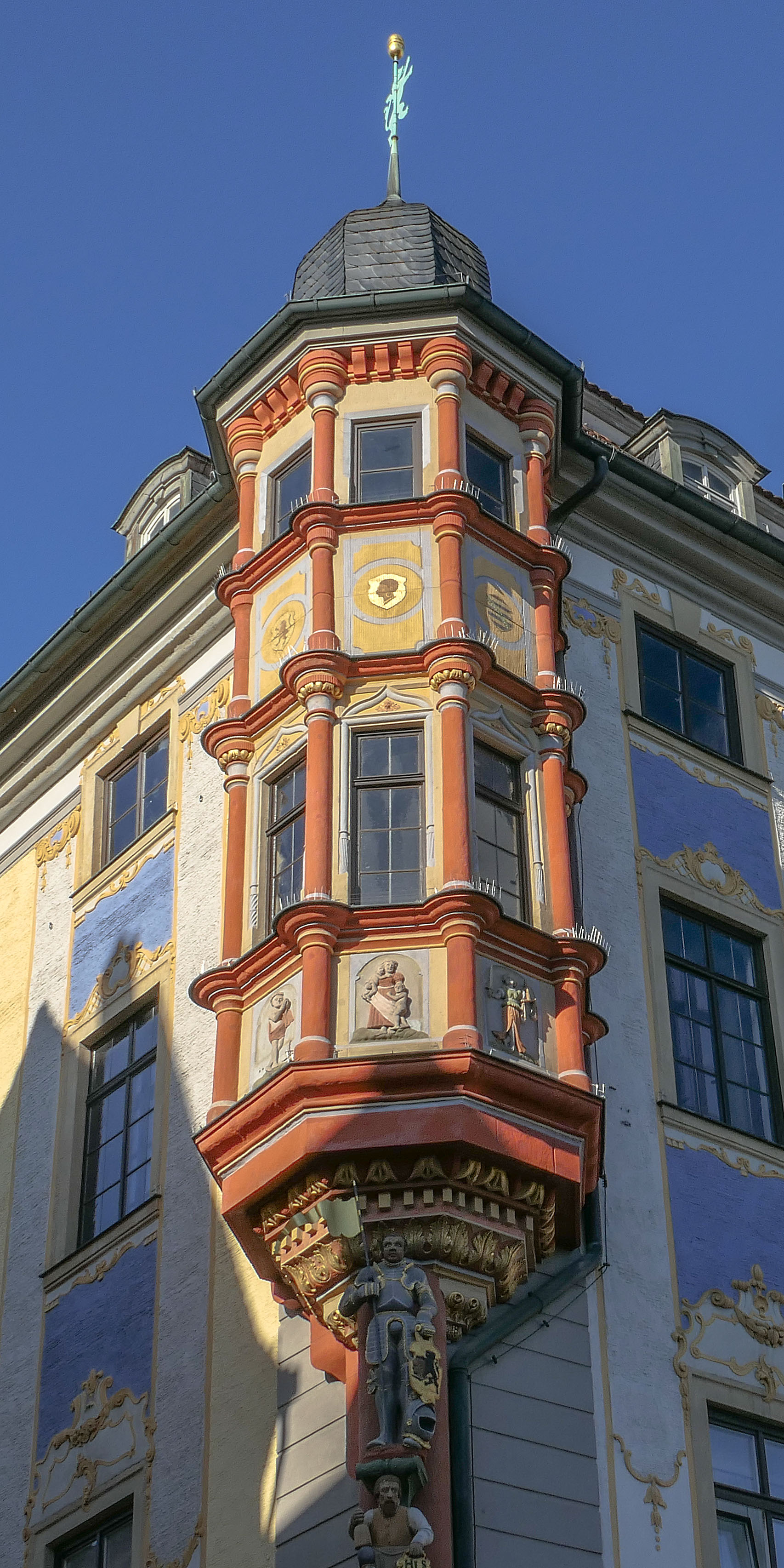
Rathauserker
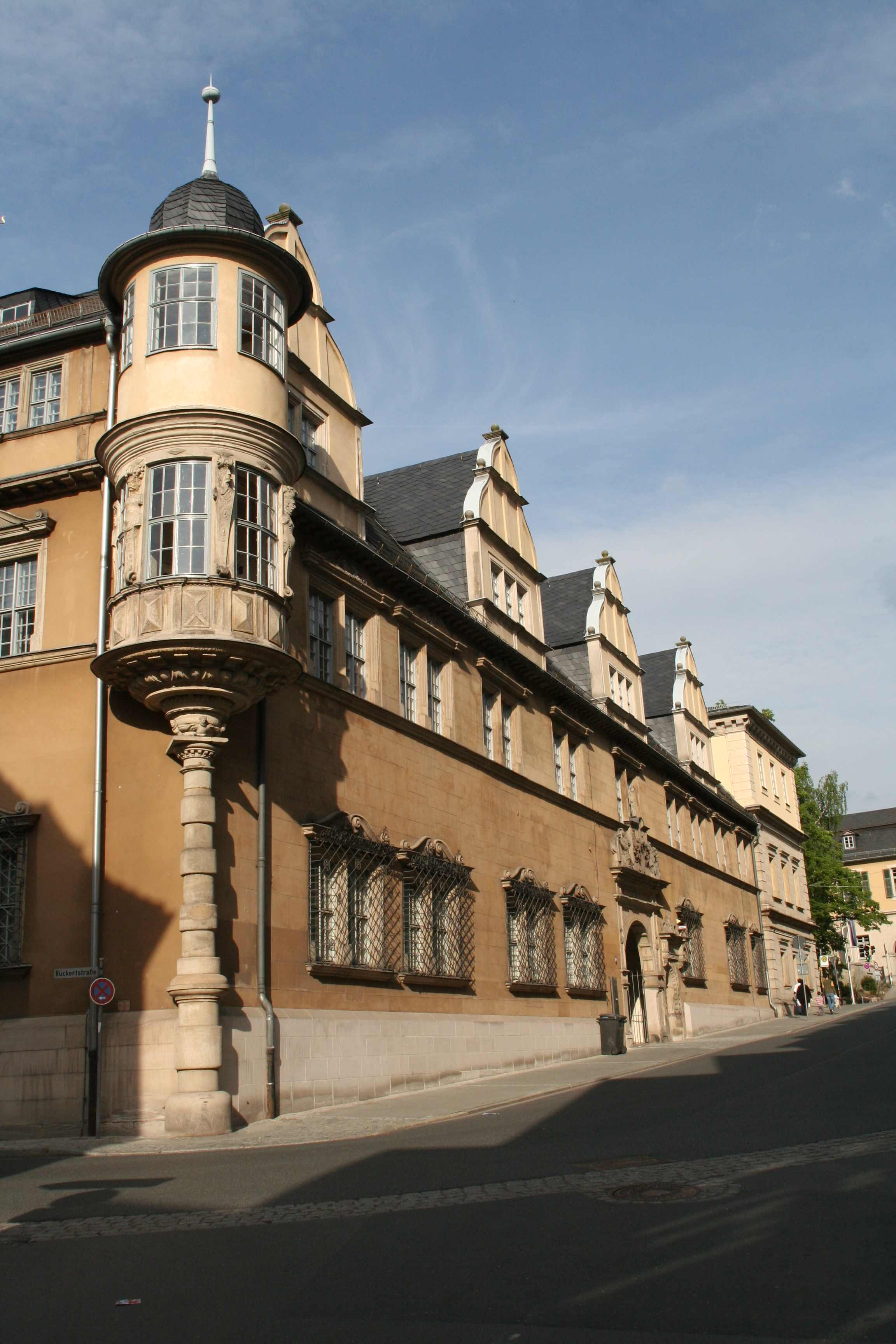
Schloss Ehrenburg
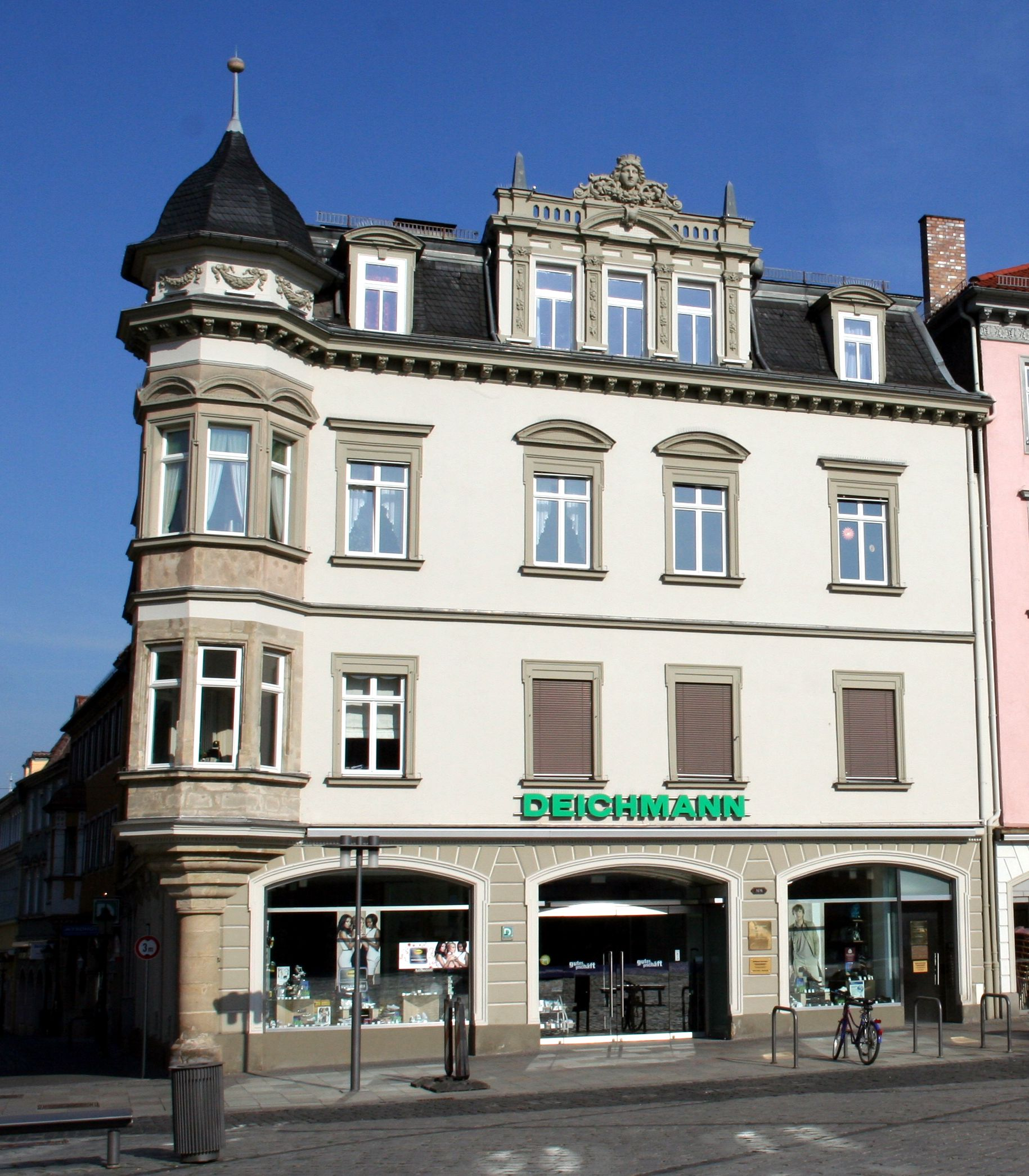
Erker, Markt 6